# Lom Kační
Lom Kační je málo známý lom nacházející se na naučné stezce na začátku Prokopského údolí v Praze. 

## Popis
Stěna opuštěného lomu odkrývá čedičový výron (žílu) v usazených horninách (jako další z pozůstatků pravěké podmořské sopky). Žíla je tvořena vulkanickou horninou nazývanou basalt (diabas) a do nezpevněných usazenin na dně prvohorního silurského moře pronikla v době před asi 425 miliony let a to v přímé souvislosti se vznikem podmořské sopky. (Ta se nacházela mezi dnešními Butovicemi a Řeporyjemi.) Nad touto žílou (v nadloží tj. v nejvyšší části lomu) jsou obnaženy břidlice a vápence tzv. motolského souvrství. Tyto vrstvy obsahovaly mnoho zkamenělin, jež bylo možno nacházet v době, kdy se ještě v lomu těžilo. Trochu výše nad lomem se cesta (s naučnou stezkou) do vrchu mírně ohýbá a zde se nacházejí poněkud mladší vrstvy tzv. kopaninského souvrství. Z tohoto naleziště bylo popsáno mnoho druhů zkamenělin: zejména hlavonožců, plžů a mlžů. A právě jeden z těchto zkamenělých mlžů silurského moře (nalezený ve spodních polohách kopaninského souvrství) byl pojmenován podle obce Butovice jménem Butovicella migrans (Barrande). V břidlicích z lomu Kační byl nalezen i graptolit Monograptus flemmingii.
Sběr zkamenělin je povolen jen v kamenné suti u paty stěny lomu, která obsahuje kameny z motolského a kopaninského souvrství.

## Vegetace
Na okrajích lomu Kační je uchován původní tvar terénu. Na skalkách zde se nacházejících roste původní ekosystém skalní stepi, který je přizpůsoben životním podmínkám na povrchu skalního podkladu: nedostatku vlhkosti a velkému kolísání denních teplot. Zde je možno nalézt vzácný a silně ohrožený glaciální relikt – česnek tuhý (Allium strictum Schrader) Méně strmé svahy lomu byly původně zarostlé listnatým lesem (dub, habr, javor, lípa), ale v průběhu let byly odlesněny a přeměněny na pastviny. Od počátku 20. století se zde provádělo namátkové zalesňování jehličnany (borovice černá, modřín, smrk). Listnaté dřeviny samovolně zarůstají postupně křovité patro lesa a řízené lidské zásahy do druhového složení stromů v této oblasti směřují opět k listnatým druhům.

## Galerie

Lom Kační (ilustrační fota)
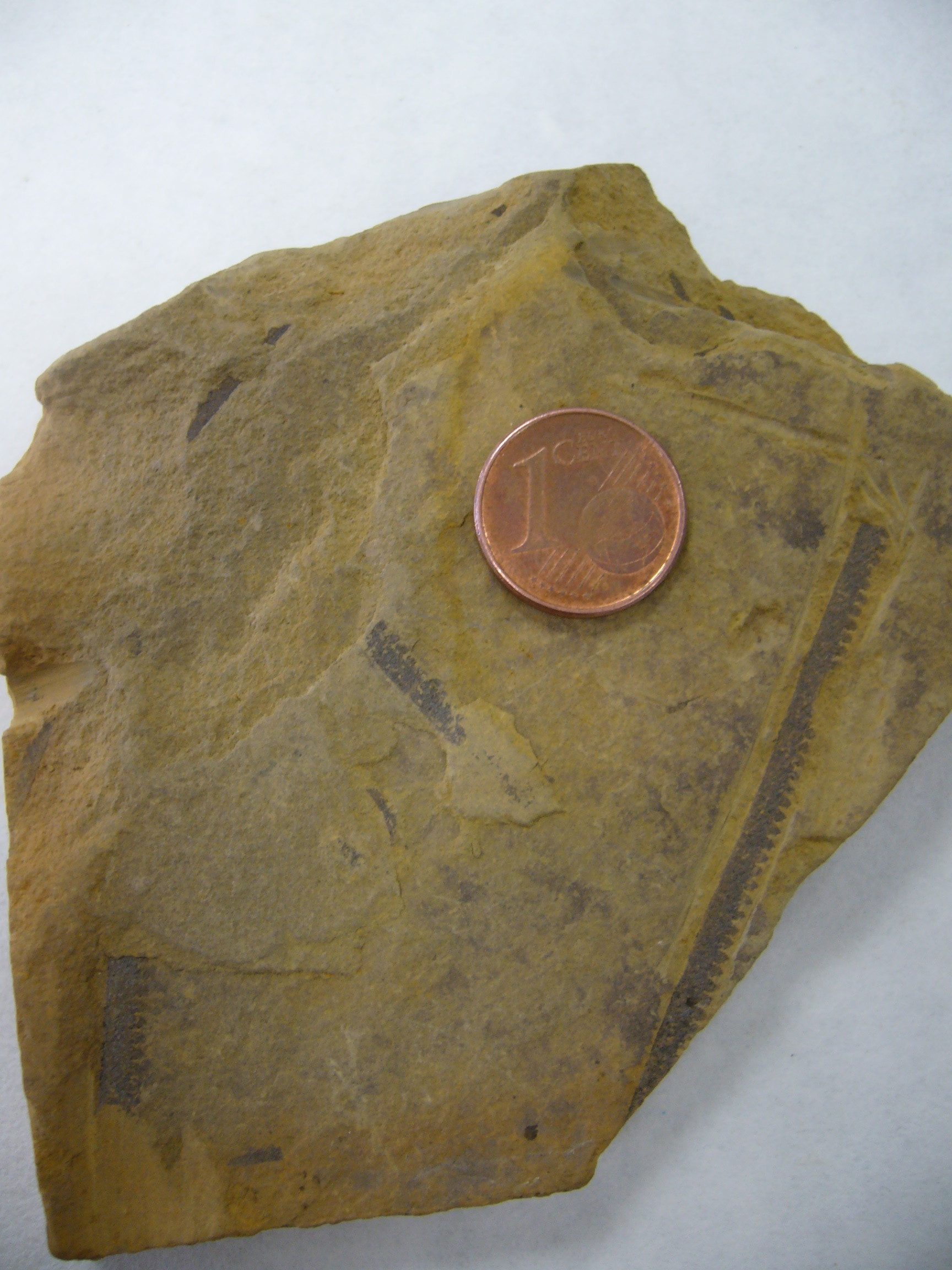
Fosilní Monograptus flemingii (silur) v laboratoři praktik Přírodovědecké fakulty Univerzity v Corunně
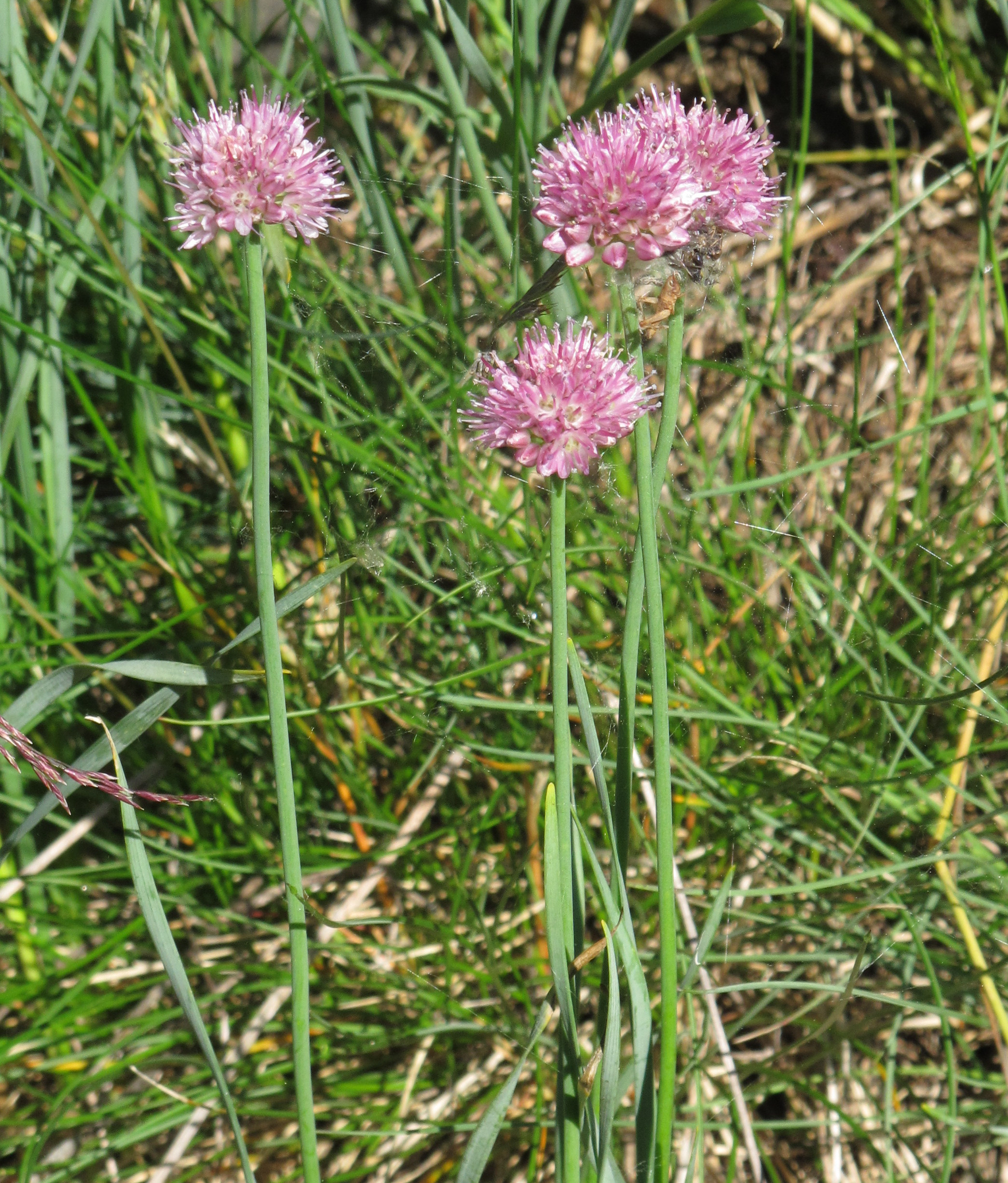
Česnek tuhý (Allium strictum)
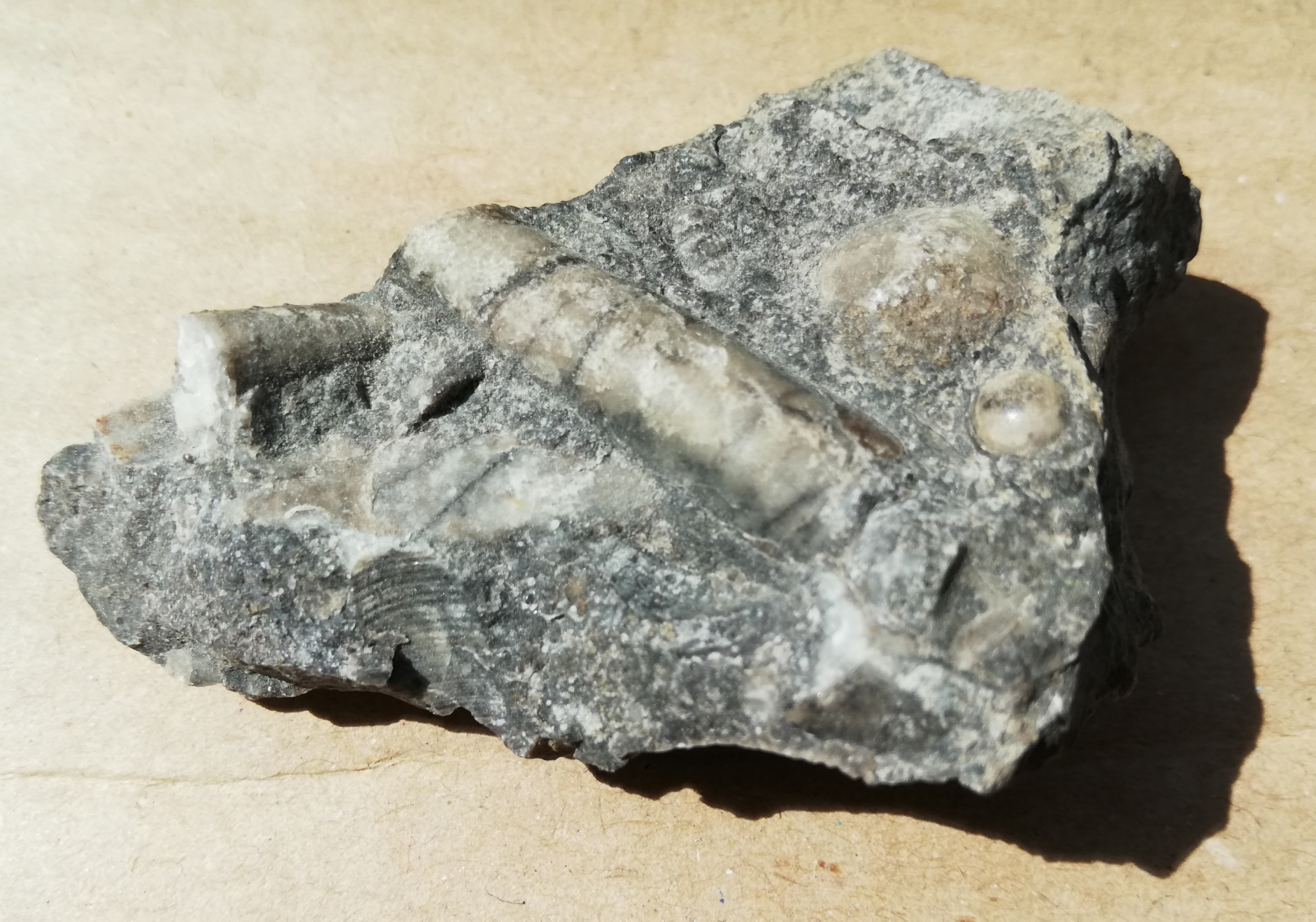
Sběrem v suti na dně lomu nalezená neidentifikovaná zkamenělina (1991)
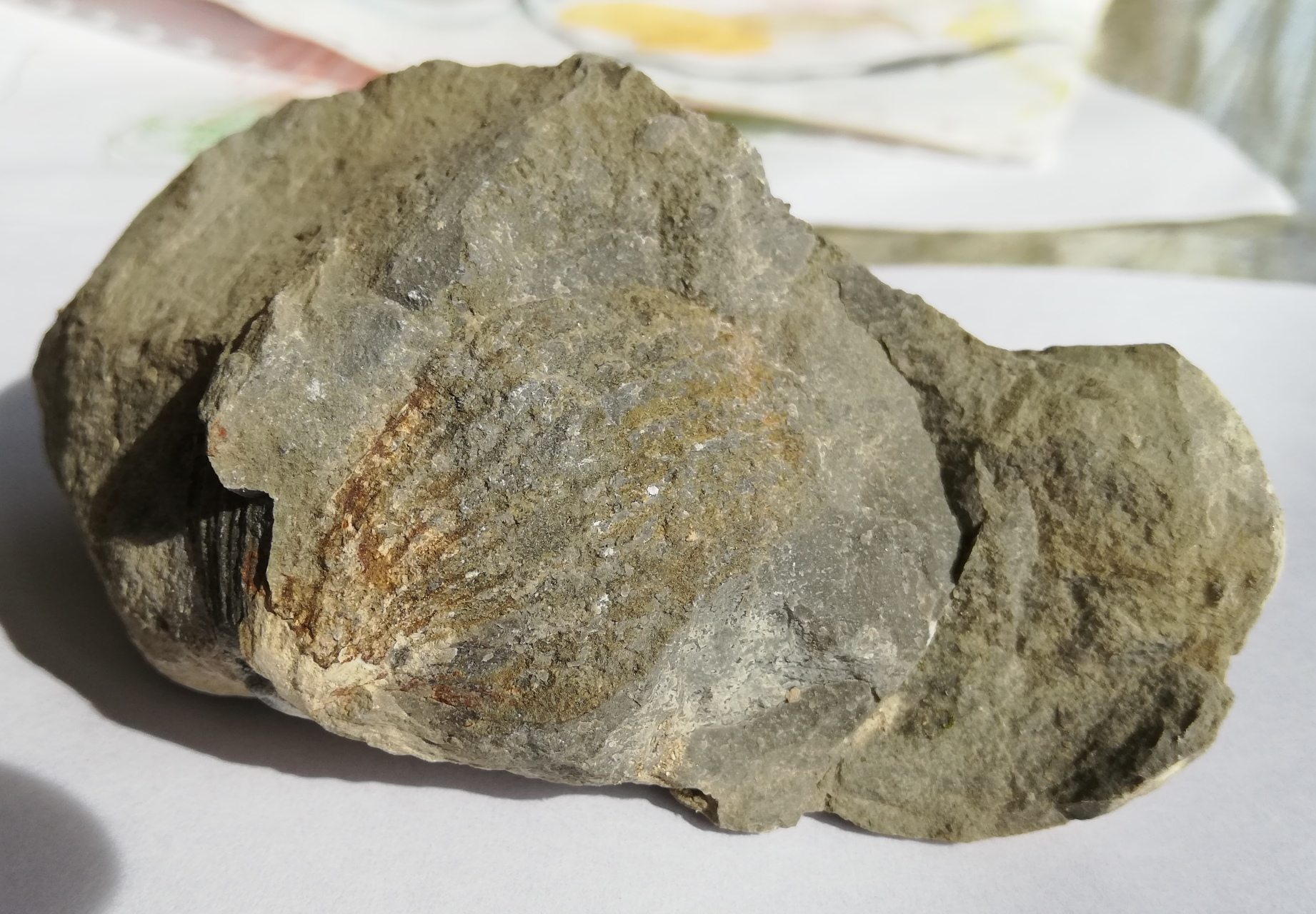
Sběrem v suti na dně lomu nalezená neidentifikovaná zkamenělina  (1991)